# Kálmán Füssy
Kálmán Füssy, též Koloman Füssy (26. 28. dubna 1878 Komárno – 1. března 1959 Tata), byl československý politik, meziválečný poslanec a senátor Národního shromáždění za Maďarsko-německou křesťansko-sociální stranu, Maďarskou zemskou stranu zemědělců a malorolníků a Maďarskou národní stranu.

## Biografie
Po absolvování škol působil jako statkář poblíž Komárna. Od roku 1910 se angažoval v malorolnické maďarské straně.
Po parlamentních volbách v roce 1920 se stal poslancem Národního shromáždění za Maďarsko-německou křesťansko-sociální stranu, přičemž v jejím rámci představoval skupinu statkářů, kteří již krátce po roce 1918 začali mezi maďarskou menšinou na Slovensku organizovat skupinu, která se později zformovala jako Maďarská národní strana (do roku 1920 byl jejím předsedou). Kromě něj získal za tuto skupinu ve volbách roku 1920 mandát v poslanecké sněmovně ještě József Szentiványi. V červnu 1922 Füssy i Szentiványi vystoupili z poslaneckého klubu maďarských křesťanských sociálů a stali se členem nově zřízeného poslaneckého klubu Maďarské zemské strany zemědělců a malorolníků. Ta se roku 1925 přejmenovala na Maďarskou národní stranu. V parlamentních volbách v roce 1925 tato formace kandidovala na společné listině, kterou pro účel těchto voleb vytvořila Maďarská národní strana, Německý svaz zemědělců a Spišská německá strana. Společný poslanecký klub těchto tří formací se ale neudržel a Kálmán Füssy v říjnu 1927 přešel do samostatného klubu Maďarské národní strany.
Pak přešel do horní komory parlamentu. V parlamentních volbách v roce 1929 získal senátorské křeslo v Národním shromáždění. Maďarská národní strana tehdy uzavřela předvolební koalici se Zemskou křesťansko-socialistickou stranou. Za stejnou alianci dvou maďarských menšinových stran obhájil mandát v parlamentních volbách v roce 1935. Obě strany se pak v roce 1936 trvale spojily, čímž vznikla Sjednocená maďarská strana. V senátu setrval do října 1938, kdy jeho mandát v důsledku změn hranic Československa zanikl.
Povoláním byl podle údajů k roku 1925 rolníkem v Komárně.
Po anexi jižního Slovenska k Maďarsku na podzim 1938 se stal členem Maďarského parlamentu.